# DB mit Pfiff
DB mit Pfiff war eine Kundenzeitschrift der Deutschen Bundesbahn (DB), die im Senator-Verlag von 1957 bis Ende 1986 erschien und sich an ältere Schüler wandte. Seitens der DB war sie als Werbung um männliche Jugendliche gedacht, die damit zu einem Berufseinstieg bei der DB motiviert werden sollten.

## Erscheinungsweise
Als Herausgeber fungierte der Pressedienst der Bundesbahn-Hauptverwaltung. Die Zeitschrift war auch ein Produkt der Neuorientierung der Bahn mit dem Amtsantritt von Heinz Maria Oeftering als Bundesbahn-Präsident 1957. Die Zeitschrift erschien fünf- bis sechsmal im Jahr, zwischen 1973 und 1983 nur viermal pro Jahr. Zum Jubiläum 125 Jahre Eisenbahn in Deutschland 1960 erschien ein Sonderheft. 1986 wurde die Zeitschrift eingestellt. Sie ging in der Kundenzeitschrift  Blickpunkt auf. Um Nachwuchs wurde nicht mehr geworben, der Personalbestand der DB abgebaut. Die Beiträge kamen oft von Mitarbeitern der DB, Chefredakteur aber war der Inhaber des Senator-Verlags Helmut Lichtenfeld.

## Zielgruppe
Die Zeitschrift sollte Jugendliche zwischen 14 und 18 Jahren für einen Berufseinstieg bei der DB begeistern. Angesprochen wurden damals – dem Zeitgeist entsprechend – vornehmlich männliche Jugendliche. Auf den Illustrationen kommen Mädchen kaum vor. Die Zeitschrift ermunterte dazu, Bahnhöfe, Betriebseinrichtungen der Eisenbahn und Technikmuseen zu besuchen und Ergebnisse gemeinsam aufzuarbeiten. Dem diente auch der Pfiff-Klub, dessen Mitglieder – es waren bis zu 25.000 – Ausweise erhielten, mit denen dann auch Einlass in Bahnbetriebswerke und ähnliche Einrichtungen gewährt wurde, wo fotografiert werden konnte und Berichte geschrieben wurden.